# 방두환
방두환(方斗煥, 1892년 ~ ?)은 제2·3대 충청남도 대전부윤(大田府尹)이다.

## 생애
1912년부터 경성기독교 청소년부 간사가 되었고 1919년 사임했다. 1923년부터 1926년까지 <동명주보>(東明週報) 영업주임 및 <시대일보>(時代日報) 영업대표를 역임했다. 이후 대전으로 이주하여 대전상공회의소 의원, 대덕(大德)유치원장, 동아일보 대전지국장, 대전부회의원(大田府會議員)을 역임하였고, 1945년부터 1946년까지 충청남도 대전부윤(大田府尹)을 지냈다.

## 학력
- 경성보성전문학교 (현 고려대학교)

## 경력
- 1회 대전부회의원(大田府會議員)
- 대전흥업사(大田興業社) 사장[1]
- 1945년 11월 3일 ~ 1946년 3월 29일 제2대 충청남도 대전부윤
- 1946년 4월 4일 ~ 1946년 제3대 충청남도 대전부윤

## 가족관계
- 아버지 : 방세영(方世榮)
- 처부 : 이조형(李肇炯)
  - 부인 : 이정애(李正愛)

## 참고 자료
- 국사편찬위원회 한국사데이터베이스 한국근현대인물자료 - 방두환

| 전임 황인식 | 제2대 미군정 충청남도 대전부윤 1945년 11월 3일 ~ 1946년 | 후임 방두환 |

| 전임 방두환 | 제3대 미군정 충청남도 대전부윤 1946년 4월 4일 ~ 1946년 | 후임 이석기 |